# 台27線
台27線，是台灣的一條省道，北起高雄市六龜區荖濃與台20線交會，南至屏東縣新園鄉中洲與台17線交會，全長79.174公里，新發大橋至大津橋段俗名新發公路。
- 台27線27公里處，位於屏東縣高樹鄉。
- 台27線行經高樹市區。
- 台27線在荖濃溪東岸有一段因八八風災出現的崩塌地，造就了廣大視野，可遠眺荖濃溪對岸的十八羅漢山。
- 台27線舊線，位今新發大橋北端，隨著新發大橋於2011年5月27日改線重建通車後，僅剩連絡荖濃溪河床功能而已。

## 支線

### 甲線
全線在高雄市六龜區境內，北起土壟灣與台27線交會，南至新威和台28線交會，全長14.121公里。本線為原縣道184號升格為省道台28線，改隸為台27線支線而成，全線與台28線旗山至新威段稱旗六公路。

## 歷史沿革
台27線原為縣道185號 六龜－水底寮線之六龜－烏龍段。1977年10月烏龍-水底寮路段納編入台17線，1983年屏東－烏龍段編號調整為台27線，1994年剩餘路段併入成今日路線。台27甲線原為縣道184號 湖內橋－六龜線之新威－中庄段。2004年1月13日行政院公告將原縣道184號 湖內橋－新威段與計畫中的新威景觀大橋併入整編為台28線之際，新威－土壟灣段編為今台27甲線。
2024年8月13日行政院公告調整台27甲線，自新威大橋以新闢道路（施工中）延伸至國道十號里港交流道，總里程調整為32.110公里。

## 行經行政區域
主線
| 高雄市 | 六龜區 | 荖濃       | 0.000  | 台20線                                                                                                 | 公路起點                        |
| 高雄市 | 六龜區 | －         |        | |                                 |
| 高雄市 | 六龜區 | 番仔埔     | －     | （地區道路）                                                                                           |                                 |
| 高雄市 | 六龜區 | －         |        | |                                 |
| 高雄市 | 六龜區 | 水冬瓜     | 2.644  | 高131線                                                                                                | 起點                            |
| 高雄市 | 六龜區 | －         |        | |                                 |
| 高雄市 | 六龜區 | 新發       | 4.022  | 高133線                                                                                                | 終點                            |
| 高雄市 | 六龜區 | －         |        | |                                 |
| 高雄市 | 六龜區 | 舊潭       | －     | （地區道路）                                                                                           |                                 |
| 高雄市 | 六龜區 | －         |        | |                                 |
| 高雄市 | 六龜區 |            | －     | 藤枝林道                                                                                               | 藤枝林道起點                    |
| 高雄市 | 六龜區 | －         |        | |                                 |
| 高雄市 | 六龜區 | 土壟灣     | 10.152 | 台27甲線                                                                                               | 起點                            |
| 高雄市 | 六龜區 | 中庄       | －     | （地區道路）                                                                                           |                                 |
| 高雄市 | 六龜區 | 尾庄       | －     | （地區道路）                                                                                           |                                 |
| 高雄市 | 六龜區 | －         |        | |                                 |
| 高雄市 | 六龜區 | 扇平       | 13.772 | 扇平林道                                                                                               | 藤枝林道起點                    |
| 高雄市 | 六龜區 | －         |        | |                                 |
| 高雄市 | 六龜區 | 三合       | －     | （地區道路）                                                                                           |                                 |
| 高雄市 | 六龜區 | －         |        | |                                 |
| 高雄市 | 六龜區 | 17.850     |        | |                                 |
| 高雄市 | 六龜區 | －         |        | |                                 |
| 高雄市 | 六龜區 | －         |        | |                                 |
| 高雄市 | 六龜區 | 葫蘆谷     | 19.472 | （地區道路）                                                                                           |                                 |
| 高雄市 | 六龜區 | －         |        | |                                 |
| 高雄市 | 六龜區 | 大津       | 23.200 | 台28線                                                                                                 | 終點                            |
| 高雄市 | 六龜區 | 大津       | 25.090 | 高132線                                                                                                | 起點                            |
| －     |        |            |        | |                                 |
| 屏東縣 | 高樹鄉 | 大津       | 25.512 | 縣道185號                                                                                              | 起點                            |
| 屏東縣 | 高樹鄉 | －         |        | |                                 |
| 屏東縣 | 高樹鄉 | 長興       | －     | （地區道路）                                                                                           |                                 |
| 屏東縣 | 高樹鄉 | －         |        | |                                 |
| 屏東縣 | 高樹鄉 | 新豐       | －     | 屏2線                                                                                                  |                                 |
| 屏東縣 | 高樹鄉 | 舊寮       | 30.902 | 屏11線 · 太安路                                                                                        | 起點                            |
| 屏東縣 | 高樹鄉 | 上大埔     | －     | 屏2線                                                                                                  | 起點                            |
| 屏東縣 | 高樹鄉 | 高樹下     | －     | 屏4線                                                                                                  |                                 |
| 屏東縣 | 高樹鄉 | 高樹市區   | 33.000 | 台22線                                                                                                 | 終點                            |
| 屏東縣 | 高樹鄉 | 高樹市區   | －     | |                                 |
| 屏東縣 | 高樹鄉 | 高樹市區   | 33.435 | 屏2線                                                                                                  | 終點                            |
| 屏東縣 | 高樹鄉 | 高樹市區   | －     | 市道181號                                                                                              | 終點                            |
| 屏東縣 | 高樹鄉 | 高樹市區   | －     | 屏11線                                                                                                 |                                 |
| 屏東縣 | 高樹鄉 | 阿秡泉     | －     | 屏5線 · 泉興路                                                                                         | 終點                            |
| 屏東縣 | 高樹鄉 | 阿秡泉     | －     | |                                 |
| 屏東縣 | 高樹鄉 | 阿秡泉     | －     | （地區道路）                                                                                           |                                 |
| 屏東縣 | 高樹鄉 | －         |        | |                                 |
| 屏東縣 | 高樹鄉 | 泰山       | －     | 屏6線                                                                                                  | 終點                            |
| 屏東縣 | 高樹鄉 | 泰山       | －     | |                                 |
| 屏東縣 | 高樹鄉 | 泰山       | －     | （地區道路）                                                                                           |                                 |
| 屏東縣 | 高樹鄉 | 泰山       | －     | |                                 |
| 屏東縣 | 高樹鄉 | 泰山       | －     | （地區道路）                                                                                           |                                 |
| 屏東縣 | 高樹鄉 | 泰山       | －     | |                                 |
| 屏東縣 | 高樹鄉 | 泰山       | 37.527 | 屏27線                                                                                                 | 起點                            |
| 屏東縣 | 高樹鄉 | 泰山       | －     | 屏8線                                                                                                  | 終點                            |
| 屏東縣 | 高樹鄉 | 泰山       | －     | 屏6-1線                                                                                                |                                 |
| 屏東縣 | 高樹鄉 | 南華       | 41.871 | |                                 |
| 屏東縣 | 高樹鄉 | 南華       | －     | |                                 |
| 屏東縣 | 高樹鄉 | 南華       | －     | （地區道路）                                                                                           |                                 |
| 屏東縣 | 44.238 |            |        | |                                 |
| 屏東縣 | 鹽埔鄉 | 鹽埔市區   | 45.100 | 屏22線                                                                                                 |                                 |
| 屏東縣 | 鹽埔鄉 | 鹽埔市區   | －     | 屏24線 · 所前一巷                                                                                      | 終點                            |
| 屏東縣 | 鹽埔鄉 | 彭厝       | －     | 屏19線                                                                                                 |                                 |
| 屏東縣 | 鹽埔鄉 | 新圍       | －     | 屏19線                                                                                                 |                                 |
| 屏東縣 | 鹽埔鄉 | 彭厝       | －     | 屏18線                                                                                                 | 終點                            |
| 屏東縣 | 鹽埔鄉 | 新圍       | －     | 屏18線                                                                                                 | 終點                            |
| 屏東縣 | 鹽埔鄉 | 彭厝       | 45.536 | 屏25線                                                                                                 |                                 |
| 屏東縣 | 鹽埔鄉 | 新圍       | 45.536 | 屏25線                                                                                                 |                                 |
| 屏東縣 | 鹽埔鄉 | －         |        | |                                 |
| 屏東縣 | 鹽埔鄉 | 新圍       | 48.500 | 屏28線 · 大仁西街                                                                                      | 起點                            |
| 屏東縣 | 九如鄉 | 玉泉       | －     | （地區道路）                                                                                           |                                 |
| 屏東縣 | 長治鄉 | 德和       | 49.062 | 屏26線                                                                                                 |                                 |
| 屏東縣 | 長治鄉 | 屏東交流道 | －     | Module:Jct第187行Lua错误：bad argument #2 to 'format' (string expected, got table)（北） · 縣道187丙線 | 僅南出北入                      |
| 屏東縣 | 長治鄉 | 德和       | －     | 屏17線 · 盛豐路                                                                                        | 終點 公路行經長治鄉與九如鄉交界 |
| 屏東縣 | 九如鄉 | 圳寮       | －     | 屏17線 · 盛豐路                                                                                        | 終點 公路行經長治鄉與九如鄉交界 |
| 屏東縣 | －     |            |        | |                                 |
| 屏東縣 | 屏東市 | 海豐       | 52.215 | 屏34線                                                                                                 |                                 |
| 屏東縣 | 屏東市 | 北勢頭     | －     | （地區道路）                                                                                           |                                 |
| 屏東縣 | 屏東市 | 屏東市區   | 56.756 | 台24線                                                                                                 |                                 |
| 屏東縣 | 屏東市 | －         |        | |                                 |
| 屏東縣 | 屏東市 | 新寮       | －     | （地區道路）                                                                                           |                                 |
| 屏東縣 | 屏東市 | －         |        | |                                 |
| 屏東縣 | 屏東市 | 劉厝       | 58.650 | 台1線                                                                                                  |                                 |
| 屏東縣 | 屏東市 | 公館       | 59.600 | 屏45線 · 公成路                                                                                        | 與共線起點                      |
| 屏東縣 | 屏東市 | 龜屯       | 59.900 | 屏45線 · 瑞光南路                                                                                      | 與共線終點                      |
| 屏東縣 | 屏東市 | 龜屯       | －     | 屏41-1線                                                                                               |                                 |
| 屏東縣 | 屏東市 | 濫仔       | －     | 屏48線                                                                                                 |                                 |
| 屏東縣 | 萬丹鄉 | 板橋頭     | －     | 屏48線                                                                                                 | 0                               |
| 屏東縣 | 萬丹鄉 | 板橋頭     | －     | 屏41-1線                                                                                               | 終點                            |
| 屏東縣 | 萬丹鄉 | 廣安       | 62.938 | 縣道189號 · 屏41線                                                                                     | 與共線起點 終點                 |
| 屏東縣 | 萬丹鄉 | 頂本縣廍   | 64.014 | 縣道189號                                                                                              | 與共線終點                      |
| 屏東縣 | 萬丹鄉 | 下本縣廍   | －     | 屏50線                                                                                                 |                                 |
| 屏東縣 | 萬丹鄉 | 萬丹市區   | 65.000 | 縣道187甲線                                                                                            |                                 |
| 屏東縣 | 萬丹鄉 | 萬丹市區   | 66.100 | 縣道189號                                                                                              |                                 |
| 屏東縣 | 萬丹鄉 | 澎湖厝     | －     | 屏59線                                                                                                 |                                 |
| 屏東縣 | 萬丹鄉 | 保長厝     | －     | （地區道路）                                                                                           |                                 |
| 屏東縣 | 萬丹鄉 | 下廍       | －     | 屏56-1線                                                                                               | 終點                            |
| 屏東縣 | 萬丹鄉 | 萬丹交流道 | 68.595 | 台88線 · 市道188號                                                                                     |                                 |
| 屏東縣 | 萬丹鄉 | 下社皮     | －     | 屏56線                                                                                                 |                                 |
| 屏東縣 | 萬丹鄉 | 新庄子     | －     | 屏56線                                                                                                 |                                 |
| 屏東縣 | 萬丹鄉 | 香社       | －     | 屏54線                                                                                                 |                                 |
| 屏東縣 | 萬丹鄉 | 香社       | 70.306 | 屏55線                                                                                                 | 起點                            |
| 屏東縣 | 新園鄉 | 田洋子     | 70.306 | 屏55線                                                                                                 | 公路行經萬丹鄉與新園鄉交界      |
| 屏東縣 | 新園鄉 | 田洋子     | －     | 屏57線                                                                                                 | 起點                            |
| 屏東縣 | 新園鄉 | 瓦磘       | －     | 屏57線                                                                                                 | （同上）                        |
| 屏東縣 | 新園鄉 | 仙公廟     | －     | 屏57線                                                                                                 | 終點                            |
| 屏東縣 | 新園鄉 | 仙公廟     | 71.000 | 屏60線                                                                                                 | 與共線起點                      |
| 屏東縣 | 新園鄉 | 仙公廟     | －     | 屏60線                                                                                                 | 與共線終點                      |
| 屏東縣 | 新園鄉 | 新吉       | 72.113 | 縣道185甲線 · 新東路                                                                                   | 起點                            |
| 屏東縣 | 新園鄉 | 港仔墘     | 72.113 | 縣道185甲線 · 新東路                                                                                   | 起點                            |
| 屏東縣 | 新園鄉 | 新吉       | －     | 屏63線 · 興農路 · 港庄路                                                                               | 起點                            |
| 屏東縣 | 新園鄉 | 港仔墘     | －     | 屏63線 · 興農路 · 港庄路                                                                               | 起點                            |
| 屏東縣 | 新園鄉 | 內庄       | －     | 屏60-1線                                                                                               | 與共線起點                      |
| 屏東縣 | 新園鄉 | 內庄       | 74.300 | 屏60-1線                                                                                               | 與共線起點                      |
| 屏東縣 | 新園鄉 | －         |        | |                                 |
| 屏東縣 | 新園鄉 | 港西       | 76.000 | 屏62線                                                                                                 | 終點                            |
| 屏東縣 | 新園鄉 | 烏龍       | －     | 屏64線                                                                                                 | 起點                            |
| 屏東縣 | 新園鄉 | 烏龍       | 78.691 | 屏65線 · 興厝路 · 龍頭路                                                                               | 終點                            |
| 屏東縣 | 新園鄉 | 中洲       | 79.174 | 台17線                                                                                                 | 公路終點                        |
| 共線   |        |            |        | |                                 |

甲線
| 高雄市         |            |        |                                                                                    |                     |
| 六龜區         | 土壟灣     | 0.000  | 台27線                                                                             | 公路起點            |
| 六龜區         | 中庄       | －     | （地區道路）                                                                       |                     |
| 六龜區         | －         |        |                                                                                    |                     |
| 六龜區         | 六龜市區   | －     | 高131線 · 光復路96巷                                                               | 終點                |
| 六龜區         | －         |        |                                                                                    |                     |
| 六龜區         | 舊庄       | －     | （地區道路）                                                                       |                     |
| 六龜區         | －         |        |                                                                                    |                     |
| 六龜區         | 復興       | －     | （地區道路）                                                                       |                     |
| 六龜區         | －         |        |                                                                                    |                     |
| 六龜區         | －         |        |                                                                                    |                     |
| 六龜區         | －         |        |                                                                                    |                     |
| 六龜區         | 二坡       | －     | （地區道路）                                                                       |                     |
| 六龜區         | 新威       | 14.121 | 台28線                                                                             | 通車終點            |
| 美濃區         | 頂溪埔寮   | －     | 市道181號                                                                          |                     |
| 屏東縣         |            |        |                                                                                    |                     |
| 里港鄉         | 三張廍     | －     | 台3線                                                                              |                     |
| 里港鄉         | 里港交流道 | －     | Module:Jct第187行Lua错误：bad argument #2 to 'format' (string expected, got table) | 公路終點 僅東出西入 |
| 未通車或興建中 |            |        |                                                                                    |                     |

## 里程表
臺二十七線
| 縣市   | 鄉鎮   | 里程數(KM) |
| ------ | ------ | ---------- |
| 高雄市 | 全區   | 24.7       |
| 高雄市 | 六龜區 | 24.7       |
| 屏東縣 | 全區   | 54.7       |
| 屏東縣 | 高樹鄉 | 16.3       |
|        | 鹽埔鄉 | 7.3        |
|        | 九如鄉 | 0.9        |
|        | 長治鄉 | 1.8        |
|        | 屏東市 | 11.1       |
|        | 萬丹鄉 | 8.1        |
|        | 新園鄉 | 9.2        |

臺二十七甲線
| 縣市   | 鄉鎮   | 里程數(KM) |
| ------ | ------ | ---------- |
| 高雄市 | 全區   | 14.2       |
| 高雄市 | 六龜區 | 14.2       |

## 沿線路名
主線
| - 裕濃路 - 和平路 - 維興路 - 民安路 - 興中路 - 豐源路 - 南興路（高樹鄉） | - 同興路 - 產業路 - 三民路 - 世一路 - 勝利路 - 新埔路 - 德和路 | - 海豐街 - 中正路 - 復興北路 - 復興路 - 復興南路 - 萬丹路三－二段 - 丹榮路 | - 中興路 - 仙吉路 - 興安路 - 南興路（新園鄉） |

甲線
- 太平路
- 光復路
- 光明巷
- 舊庄巷
- 復興巷

## 沿線設施與景點
主線
| - 高雄市六龜區新發國民小學 - 高雄市六龜區龍興國民小學 - 高屏發電廠六龜機組 - 茂林國家風景區 - 屏東縣高樹鄉舊寮國民小學 - 屏東縣立高樹國民中學 - 屏東縣立高泰國民中學 - 屏東縣高樹鄉泰山國民小學 - 屏東縣高樹鄉南華國民小學 - 屏東縣立鹽埔國民中學 - 屏東農業生物科技園區 - 屏東農業物產館 - 屏東交流道（Module:Jct第187行Lua错误：bad argument #2 to 'format' (string expected, got table)） | - 屏東縣屏東市海豐國民小學 - 屏東市衛生所 - 屏東縣政府警察局 - 太平洋百貨屏東店 - 屏東公園 - 屏東美術館 - 屏東縣屏東市中正國民小學 - 屏東車站（屏東線） - 屏東觀光夜市 - 國立屏東高級工業職業學校 - 屏東市公所 - 屏東縣立棒球場 - 屏東縣民公園 - 屏東縣立公正國民中學 - 屏東縣政府消防局第一大隊屏東第二分隊 - 國軍高雄總醫院屏東分院 - 萬丹交流道（台88線） - 屏東縣立新園國民中學 - 屏東縣新園鄉仙吉國民小學 - 東港溪攔河堰 - 屏東縣新園鄉烏龍國民小學 |

甲線
- 高雄市立六龜高級中學
- 十八羅漢山
- 六龜隧道（已廢棄）

## 外部連結
- 20180811台27線（新發公路，六龜～屏東(0K~56K)、附路線圖）﹝高雄六龜，屏東高樹、鹽埔、長治、屏東市﹞ 萌芽優遊網 （页面存档备份，存于）